# Carrépuis
Carrépuis és un municipi francès situat al departament del Somme i a la regió dels Alts de França. L'any 2007 tenia 283 habitants.

## Demografia

### Població
El 2007 la població de fet de Carrépuis era de 283 persones. Hi havia 106 famílies de les quals 24 eren unipersonals (8 homes vivint sols i 16 dones vivint soles), 31 parelles sense fills, 43 parelles amb fills i 8 famílies monoparentals amb fills.
La població ha evolucionat segons el següent gràfic:
Habitants censats

### Habitatges

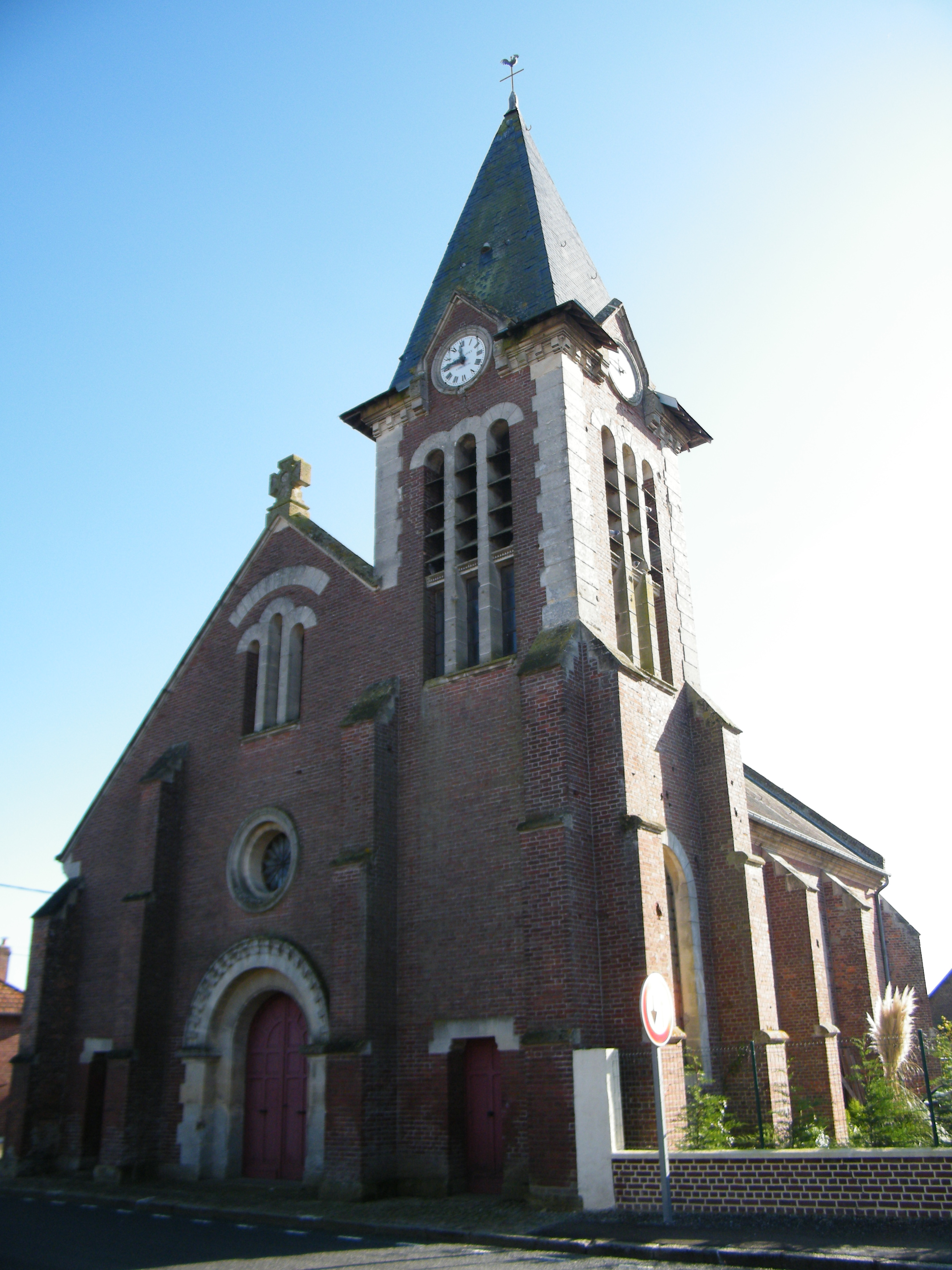

Tots els 111 habitatges que hi havia el 2007 eren l'habitatge principal de la família. 105 eren cases i 6 eren apartaments. Dels 111 habitatges principals, 93 estaven ocupats pels seus propietaris, 17 estaven llogats i ocupats pels llogaters i 1 estava cedit a títol gratuït; 2 tenien dues cambres, 12 en tenien tres, 35 en tenien quatre i 62 en tenien cinc o més. 81 habitatges disposaven pel capbaix d'una plaça de pàrquing. A 49 habitatges hi havia un automòbil i a 52 n'hi havia dos o més.

### Piràmide de població

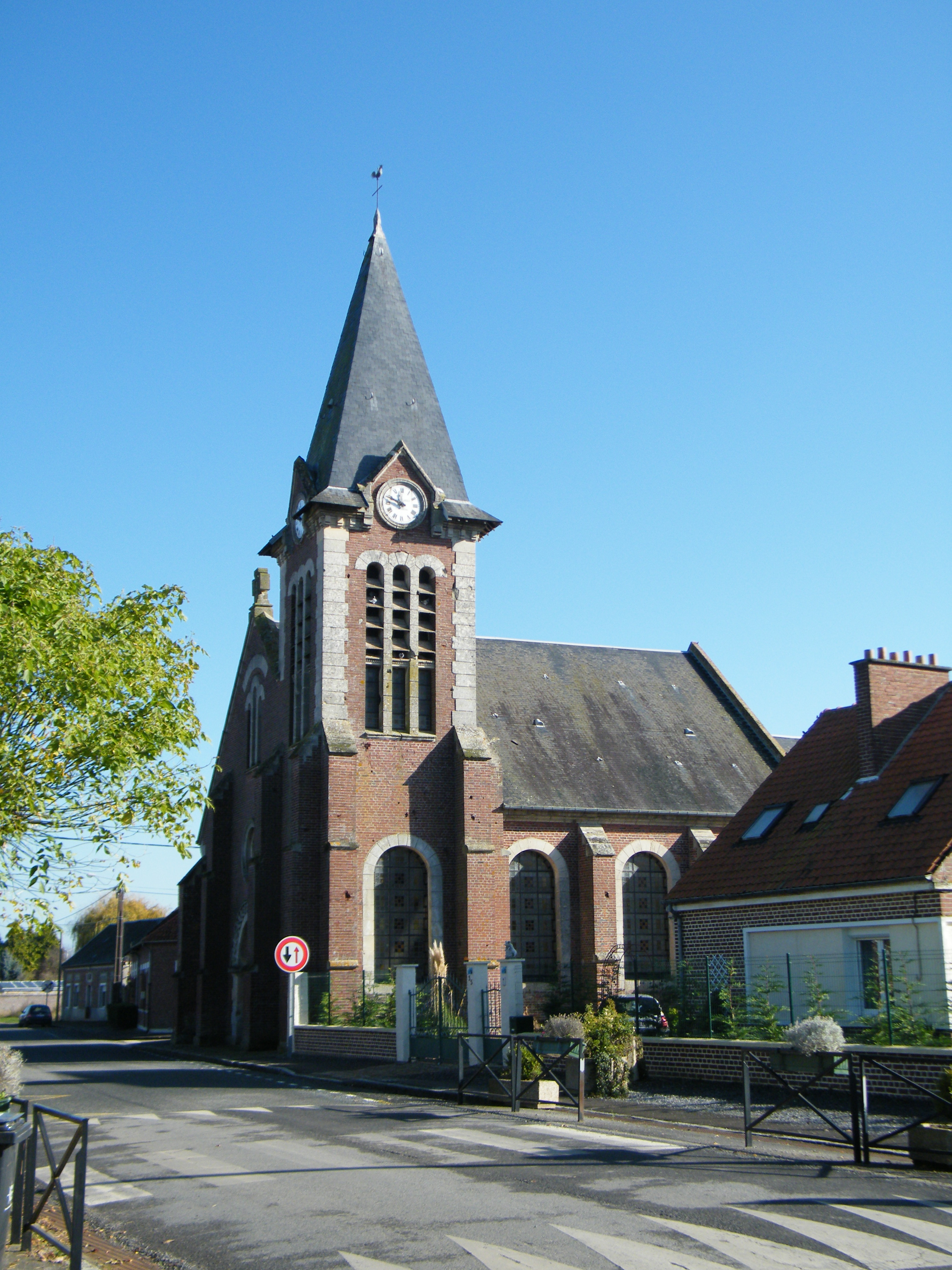

La piràmide de població per edats i sexe el 2009 era:
| Homes | Edats   | Dones |
| ----- | ------- | ----- |
| 0     | 95 o +  | 0     |
| 4     | 90 a 94 | 0     |
| 0     | 85 a 89 | 4     |
| 0     | 80 a 84 | 0     |
| 0     | 75 a 79 | 4     |
| 16    | 70 a 74 | 4     |
| 4     | 65 a 69 | 16    |
| 4     | 60 a 64 | 0     |
| 4     | 55 a 59 | 0     |
| 4     | 50 a 54 | 16    |
| 4     | 45 a 49 | 0     |
| 8     | 40 a 44 | 4     |
| 12    | 35 a 39 | 12    |
| 20    | 30 a 34 | 8     |
| 8     | 25 a 29 | 12    |
| 4     | 20 a 24 | 4     |
| 8     | 15 a 19 | 12    |
| 8     | 10 a 14 | 4     |
| 8     | 5 a 9   | 12    |
| 12    | 0 a 4   | 0     |

## Economia
El 2007 la població en edat de treballar era de 176 persones, 125 eren actives i 51 eren inactives. De les 125 persones actives 117 estaven ocupades (63 homes i 54 dones) i 8 estaven aturades (1 home i 7 dones). De les 51 persones inactives 22 estaven jubilades, 15 estaven estudiant i 14 estaven classificades com a «altres inactius».

### Ingressos
El 2009 a Carrépuis hi havia 107 unitats fiscals que integraven 283 persones, la mediana anual d'ingressos fiscals per persona era de 17.145 €.

### Activitats econòmiques

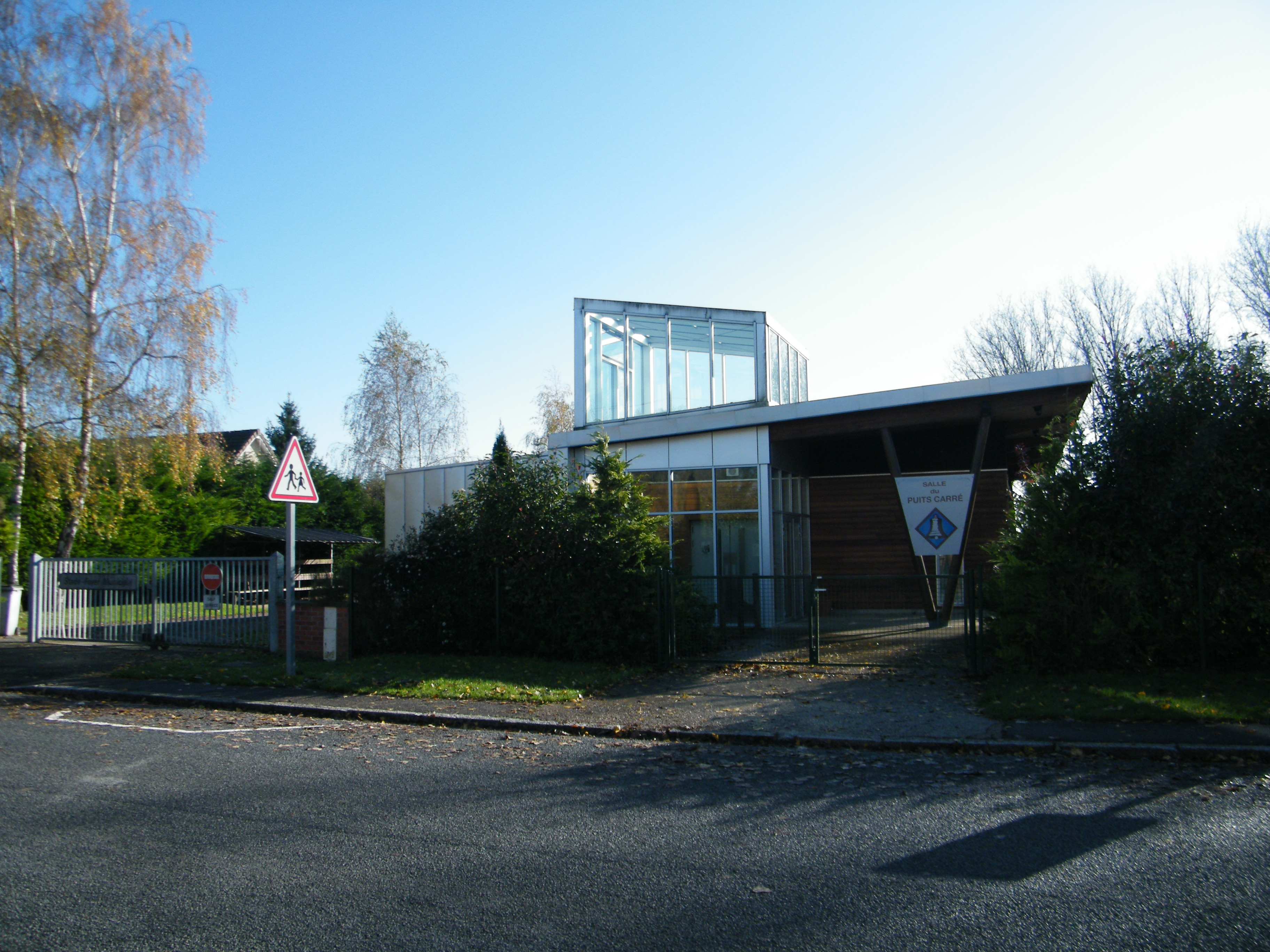

Dels 3 establiments que hi havia el 2007, 1 era d'una empresa de construcció, 1 d'una empresa de transport i 1 d'una empresa immobiliària.

## Equipaments sanitaris i escolars
El 2009 hi havia una escola elemental integrada dins d'un grup escolar amb les comunes properes formant una escola dispersa.

## Poblacions més properes

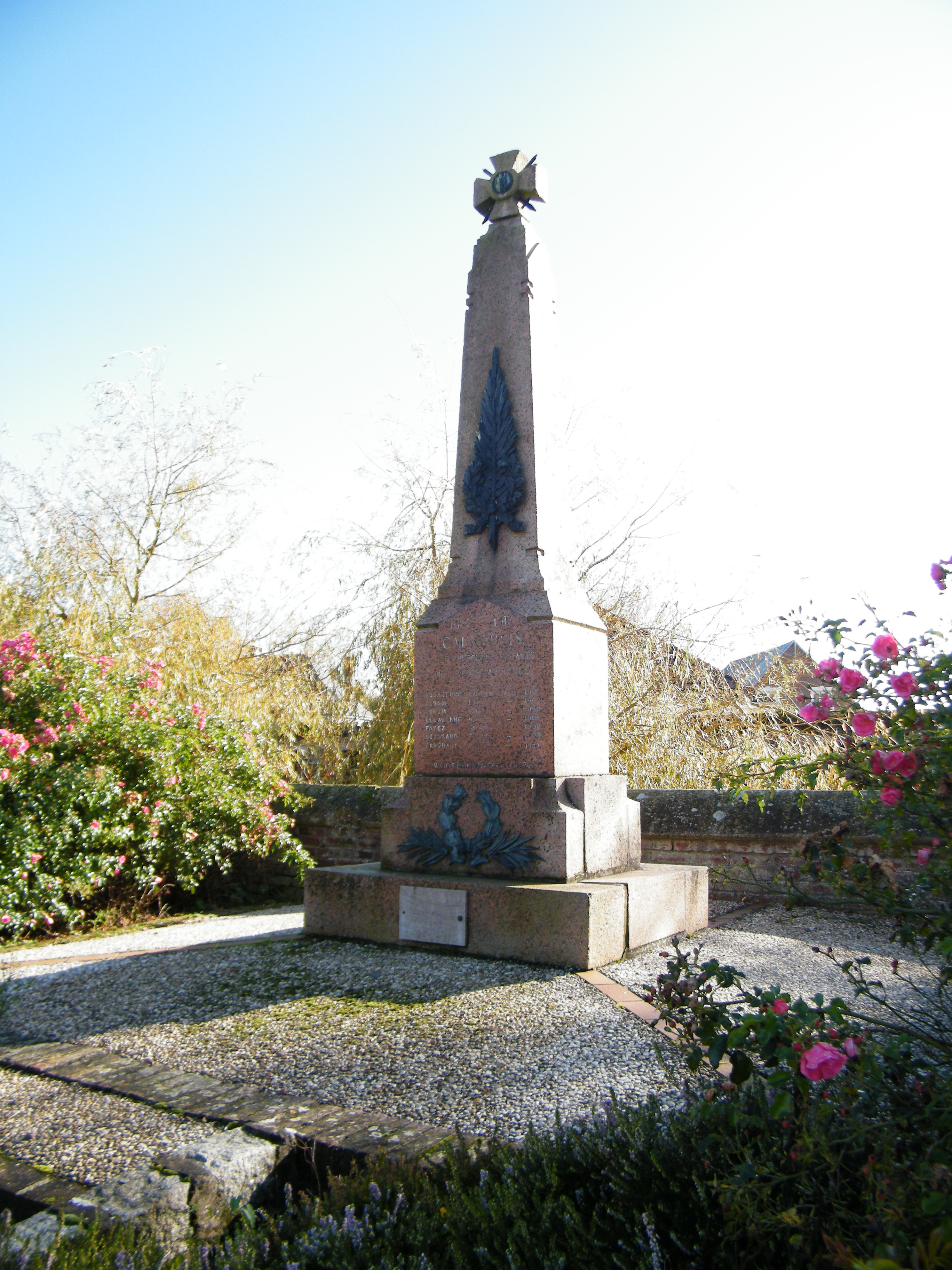

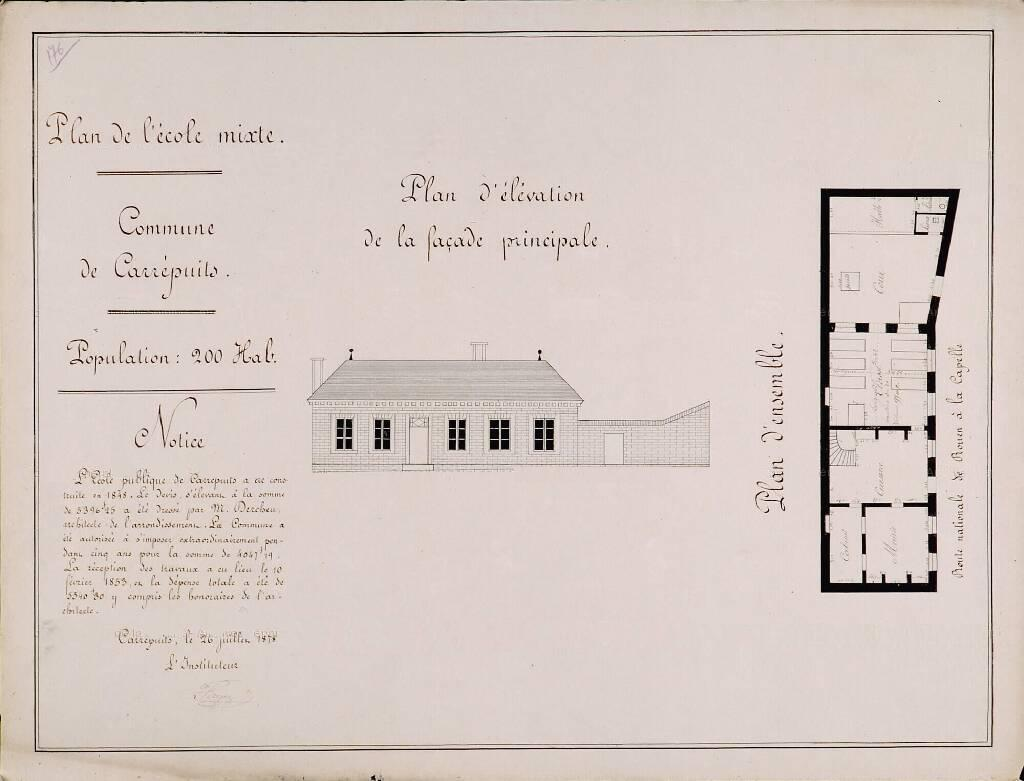

El següent diagrama mostra les poblacions més properes.